# Seznam českých příjmení, L
Toto je seznam českých příjmení začínajících na písmeno L. Seznam zatím zahrnuje pouze příjmení s více než 200 mužskými nositeli.
| Příjmení   | Počet | Přechýleně   | Počet | ORP s největší hustotou  |
| ---------- | ----- | ------------ | ----- | ------------------------ |
| Liška      | 4 829 | Lišková      | 5 010 | Valašské Klobouky        |
| Linhart    | 3 217 | Linhartová   | 3 293 | Mohelnice                |
| Lukeš      | 2 839 | Lukešová     | 2 854 | Jilemnice                |
| Langer     | 2 132 | Langerová    | 1 847 | Konice                   |
| Langer     | 2 132 | Langrová     | 1 245 | Konice                   |
| Lukáš      | 2 002 | Lukášová     | 2 081 | Uherský Brod             |
| Lorenc     | 1 834 | Lorencová    | 1 837 | Polička                  |
| Lang       | 1 808 | Langová      | 1 841 | Pohořelice               |
| Lacina     | 1 712 | Lacinová     | 1 738 | Chotěboř                 |
| Ludvík     | 1 568 | Ludvíková    | 1 486 | Nový Bydžov              |
| Landa      | 1 200 | Landová      | 1 351 | Týn nad Vltavou          |
| Lacko      | 1 176 | Lacková      | 1 197 | Šternberk                |
| Lebeda     | 1 049 | Lebedová     | 993   | Světlá nad Sázavou       |
| Louda      | 1 035 | Loudová      | 1 118 | Přeštice                 |
| Langr      | 883   | Langrová     | 1 245 | Lanškroun                |
| Lakatoš    | 870   | Lakatošová   | 811   | Bílina                   |
| Látal      | 797   | Látalová     | 848   | Litovel                  |
| Lavička    | 786   | Lavičková    | 813   | Kralovice                |
| Levý       | 771   | Levá         | 793   | Horšovský Týn            |
| Lukášek    | 754   | Lukášková    | 741   | Nové Město nad Metují    |
| Lukáč      | 753   | Lukáčová     | 794   | Blovice                  |
| Líbal      | 751   | Líbalová     | 753   | Český Brod               |
| Lexa       | 678   | Lexová       | 763   | Třeboň                   |
| Lhotský    | 653   | Lhotská      | 681   | Nové Město nad Metují    |
| Lehký      | 626   | Lehká        | 635   | Žamberk                  |
| Lakomý     | 622   | Lakomá       | 611   | Litovel                  |
| Loukota    | 618   | Loukotová    | 598   | Bystřice nad Pernštejnem |
| Lev        | 609   | Levová       | 555   | Odry                     |
| Lev        | 609   | Lvová        | 80    | Odry                     |
| Luňák      | 603   | Luňáková     | 571   | Nová Paka                |
| Lhoták     | 597   | Lhotáková    | 696   | Hořovice                 |
| Le         | 569   | Leová        | 192   | Cheb                     |
| Ledvina    | 553   | Ledvinová    | 546   | Domažlice                |
| Láska      | 536   | Lásková      | 599   | Blovice                  |
| Lazar      | 535   | Lazarová     | 573   | Hlučín                   |
| Lochman    | 521   | Lochmanová   | 494   | Mnichovo Hradiště        |
| Lánský     | 511   | Lánská       | 513   | Hořice                   |
| Laštůvka   | 490   | Laštůvková   | 482   | Hlinsko                  |
| Loskot     | 489   | Loskotová    | 536   | Humpolec                 |
| Lejsek     | 487   | Lejsková     | 496   | Trhové Sviny             |
| Luňáček    | 486   | Luňáčková    | 504   | Polička                  |
| Lamač      | 486   | Lamačová     | 491   | Turnov                   |
| Lachman    | 451   | Lachmanová   | 464   | Jičín                    |
| Lysák      | 439   | Lysáková     | 446   | Valašské Klobouky        |
| Laštovka   | 436   | Laštovková   | 443   | Blovice                  |
| Ledvinka   | 433   | Ledvinková   | 418   | Chotěboř                 |
| Láznička   | 428   | Lázničková   | 437   | Velké Meziříčí           |
| Láník      | 425   | Láníková     | 445   | Kroměříž                 |
| Lněnička   | 422   | Lněničková   | 404   | Litomyšl                 |
| Laštovička | 416   | Laštovičková | 415   | Nové Město na Moravě     |
| Lelek      | 393   | Lelková      | 422   | Náchod                   |
| Lelek      | 393   | Leleková     | 3     | Náchod                   |
| Lesák      | 389   | Lesáková     | 414   | Žamberk                  |
| Lorenz     | 387   | Lorenzová    | 380   | Slavkov u Brna           |
| Lisý       | 385   | Lisá         | 420   | Hořovice                 |
| Linka      | 376   | Linková      | 830   | Železný Brod             |
| Lenc       | 375   | Lencová      | 358   | Strakonice               |
| Lhota      | 371   | Lhotová      | 385   | Železný Brod             |
| Lipovský   | 364   | Lipovská     | 373   | Pohořelice               |
| Loučka     | 351   | Loučková     | 377   | Kroměříž                 |
| Lapčík     | 350   | Lapčíková    | 344   | Uherské Hradiště         |
| Lupač      | 347   | Lupačová     | 310   | Telč                     |
| Lekeš      | 341   | Lekešová     | 338   | Uherský Brod             |
| Lipka      | 338   | Lipková      | 354   | Třinec                   |
| Leško      | 337   | Lešková      | 557   | Stříbro                  |
| Lerch      | 334   | Lerchová     | 380   | Sušice                   |
| Lasák      | 330   | Lasáková     | 327   | Kravaře                  |
| Lux        | 328   | Luxová       | 424   | Žamberk                  |
| Lipták     | 328   | Liptáková    | 329   | Cheb                     |
| Lokaj      | 326   | Lokajová     | 328   | Bučovice                 |
| Lysek      | 324   | Lysková      | 326   | Jablunkov                |
| Lanc       | 316   | Lancová      | 322   | Třinec                   |
| Lyčka      | 312   | Lyčková      | 317   | Kopřivnice               |
| Linek      | 307   | Linková      | 830   | Jilemnice                |
| Linek      | 307   | Lineková     | 5     | Jilemnice                |
| Lindovský  | 304   | Lindovská    | 317   | Bílovec                  |
| Labaj      | 303   | Labajová     | 320   | Jablunkov                |
| Liberda    | 298   | Liberdová    | 315   | Třinec                   |
| Laube      | 294   | Laubová      | 281   | Lovosice                 |
| Laube      | 294   | Laubeová     | 92    | Lovosice                 |
| Lindner    | 292   | Lindnerová   | 277   | Mohelnice                |
| Lošťák     | 286   | Lošťáková    | 316   | Prostějov                |
| Lukavský   | 285   | Lukavská     | 302   | Hořovice                 |
| Lepka      | 282   | Lepková      | 306   | Boskovice                |
| Leitner    | 279   | Leitnerová   | 285   | Ivančice                 |
| Lička      | 275   | Ličková      | 397   | Dačice                   |
| Luža       | 272   | Lužová       | 299   | Kyjov                    |
| Lokvenc    | 272   | Lokvencová   | 280   | Náchod                   |
| Lučan      | 270   | Lučanová     | 300   | Králíky                  |
| Lapáček    | 268   | Lapáčková    | 306   | Polička                  |
| Leština    | 265   | Leštinová    | 244   | Třeboň                   |
| Lébl       | 263   | Léblová      | 276   | Chotěboř                 |
| Los        | 260   | Losová       | 345   | Rožnov pod Radhoštěm     |
| Lepší      | 260   | –            | –     | Klatovy                  |
| Libich     | 259   | Libichová    | 275   | Jaroměř                  |
| Lagron     | 257   | Lagronová    | 295   | Přelouč                  |
| Lahoda     | 256   | Lahodová     | 249   | Horšovský Týn            |
| Linda      | 256   | Lindová      | 246   | Stříbro                  |
| Lakatos    | 254   | Lakatosová   | 202   | Lysá nad Labem           |
| Ležák      | 250   | Ležáková     | 253   | Náměšť nad Oslavou       |
| Lojda      | 249   | Lojdová      | 272   | Telč                     |
| Lebduška   | 248   | Lebdušková   | 264   | Chrudim                  |
| Lepič      | 246   | Lepičová     | 207   | Blatná                   |
| Lopata     | 244   | Lopatová     | 259   | Blovice                  |
| Lhotka     | 243   | Lhotková     | 274   | Pacov                    |
| Lípa       | 241   | Lípová       | 309   | Veselí nad Moravou       |
| Lichnovský | 241   | Lichnovská   | 251   | Kopřivnice               |
| Lehečka    | 241   | Lehečková    | 244   | Blatná                   |
| Lašák      | 235   | Lašáková     | 228   | Rýmařov                  |
| Lanča      | 231   | Lančová      | 313   | Frenštát pod Radhoštěm   |
| Lipenský   | 229   | Lipenská     | 238   | Žamberk                  |
| Lédl       | 229   | Lédlová      | 226   | Hlinsko                  |
| Lávička    | 226   | Lávičková    | 242   | Horažďovice              |
| Lžičař     | 223   | Lžičařová    | 214   | Svitavy                  |
| Litera     | 222   | Literová     | 233   | Kolín                    |
| Lískovec   | 219   | Lískovcová   | 250   | Strakonice               |
| Lapka      | 219   | Lapková      | 219   | Louny                    |
| Lechner    | 219   | Lechnerová   | 198   | Trhové Sviny             |
| Lukšík     | 217   | Lukšíková    | 256   | Nýřany                   |
| Lužný      | 217   | Lužná        | 243   | Prostějov                |
| Langmajer  | 217   | Langmajerová | 217   | Stod                     |
| Lukš       | 216   | Lukšová      | 327   | Moravské Budějovice      |
| Lankaš     | 215   | Lankašová    | 234   | Světlá nad Sázavou       |
| Lovecký    | 213   | Lovecká      | 206   | Veselí nad Moravou       |
| Luzar      | 211   | Luzarová     | 222   | Opava                    |
| Lehnert    | 211   | Lehnertová   | 218   | Kravaře                  |
| Loucký     | 210   | Loucká       | 195   | Valašské Klobouky        |
| Laník      | 208   | Laníková     | 219   | Frýdek-Místek            |
| Lederer    | 208   | Ledererová   | 207   | Odry                     |
| Lisa       | 203   | Lisová       | 323   | Pelhřimov                |